# Catedral de la Transfiguración del Salvador (Chernígov)
La catedral de la Transfiguración o catedral del Salvador en Chernígov (en ucraniano: Спасо-Преображенський собор; también, Спаський собор) es uno de los edificios monumentales de piedra más antiguos de Ucrania. Ubicado en el parque Dytynets, junto a otros edificios emblemáticos como la catedral de San Boris y Gleb y el Chernígov Collegium, la catedral era en su día la construcción principal del Reino de Chernígov. Se encuentra dentro de la lista tentativa de monumentos preservados por Unesco, y cuenta con una acústica inigualable.

## Historia

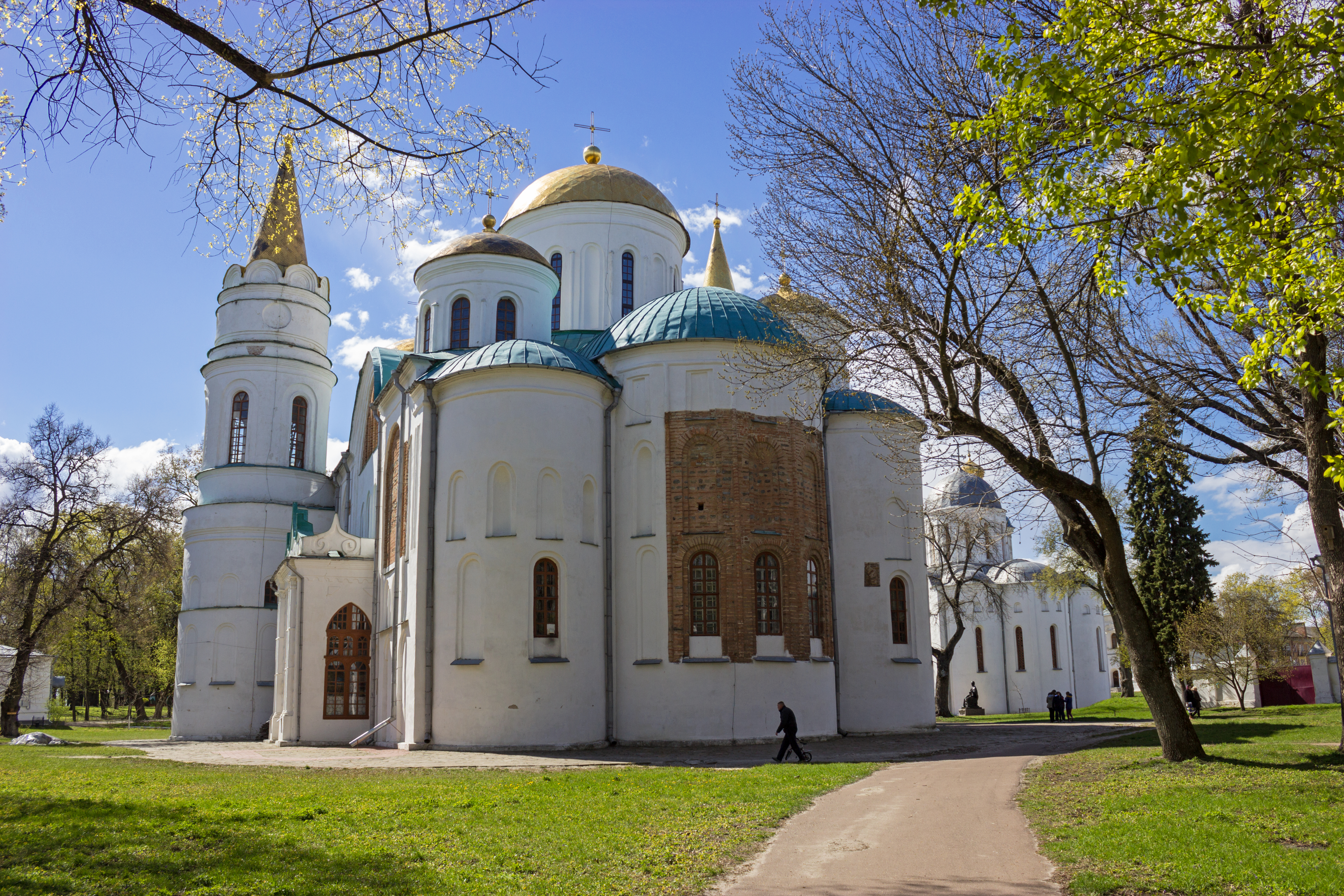

En 1035, el rey Mstislav Volodomirovich inicia la construcción de la Catedral de la Transfiguración, tras su exitosa campaña para conquistar la "Rus' roja", que conocemos como "Halychyna" o "Halytsya", y hacerla parte de la Rus de Kiev.
Algunos datos sobre su construcción se pueden encontrar en las líneas que describen la crónica del año 1036 cuando se narra la muerte de Mstislav:
«Mstislav fue a cazar. Súbitamente murió (por una enfermedad). Y su cuerpo fue enterrado en la catedral de San Salvador».
Una leyenda dice que cuando el rey murió en 1035 (o 1036), la altura de las paredes era la de un hombre a caballo con la mano levantada, es decir, unos 4 metros.
Si bien la construcción fue terminada por Sviatoslav II Yaroslavich "El Sabio", hijo de Mstislav, no fue inmediatamente tras la muerte del rey, sino que la obra estuvo suspendida algún tiempo, y se finalizó 30 años después.
Curiosamente, esta construcción tiene la arquitectura característica bizantina de los siglos 10-11. Existen ciertas analogías con estructuras de Constantinopla. Su diseño espacial es único pues su estructura no se ha visto en otras construcciones de esa época: la cúpula con cruz inscrita bizantina en armonía con los elementos de una basílica romana. Se dice que la explicación a esto es sencilla: Mstislav había regido anteriormente en Tmutarakan (también se le conoce como "El Rey Mstislav Tmutarakan") en el Mar Negro, y mandó llamar a maestros constructores de esta área. Ellos conocían las técnicas de construcción del cercano este y del transcáucaso.
En 1239 fue dañada seriamente durante la invasión mongola por el Khan Batyi, y luego renovada hasta mediados del siglo XVII. De 1791 a 1799 la iglesia fue profundamente reconstruida.
Un nuevo iconostasio (pues el original fue destruido en un incendio en 1750) fue instalado, diseñado por I. Yasnyshyn, fue tallado e instalado en 1793-98; contiene 62 íconos pintados por T. Myzko y Oleksander Murashko.
Los artículos sagrados más importantes de la catedral, mantenidos aquí hasta 1917, fueron las reliquias del Rey Ihor, hijo de Oleh y del Arzobispo Metropolitano Kostiantyn, que fueron mantenidas en el subterráneo cerca de las paredes de la edificación, y las reliquias de Feodosii Uhlytskiy desde 1896, santo y arzobispo de Chernígov, que yacían en un ataúd abierto de plata de más de 240 kg.
La Catedral "Spassky" siempre fue el centro de actividades sociales y políticas en Chernígov. Durante la época del reino de Kiev aquí eran anunciados los decretos reales.
En 1814 fueron instalados 18 estandartes del Regimiento de Chernígov que tomó parte en las guerras contra Napoleón, y en 1856 se colocaron 11 más, de la Guerra de Crimea (1853-1856).
En 1923, fue descubierto en la catedral un fresco del siglo XI en el que se podía vislumbrar aun la mitad de la figura de Santa Tecla. Estaba bajo una gruesa capa de yeso que lo conservó de varios incendios. En 1926, el ícono fue removido de la pared y llevado al Museo de Historia regional de Chernígov, en donde fue mantenido hasta la guerra en 1941. Muchas bellezas fueron destruidas durante la guerra. Afortunadamente, una muy buena copia, muy fiel, fue conservada en la Santa Sofía de Kiev.
En 1926 los soviéticos prohibieron las liturgias en la Catedral de la Transfiguración. A principios de la década de los 30's, el edificio fue entregado a los Holovrosmaslozhyrzbut (comerciantes rusos de Mantequilla y Grasa), los que la convirtieron en un almacén para sus productos. En 1937, la catedral fue convertida en un museo de historia. En 1942, los ocupantes alemanes permitieron que se volvieran a celebrar liturgias y la iglesia funcionó de tal forma hasta 1961. Luego de esto, el museo obtuvo de nuevo sus derechos como iglesia.

### Arquitectura
Originalmente tenía 16.5 m de largo x 16.t m de ancho; de forma cuadrada, de estructura con 3 naves, 3 ábsides con un nártex, cinco domos, nichos junto a las paredes, un bautismario de 3 ábsides y 1 nivel al lado sur, y una torre circular sobre la fachada norte.
Actualmente esta catedral tiene tres naves. Su ancho es de 22.4 metros y la longitud entre ábsides es de 35.25 metros. La altura desde el suelo a las bóvedas del domo central es 30 metros. El tamaño de la edificación por dentro es la misma que la de un edificio de 9 niveles. La profundidad de los cimientos es de 2.8 metros dentro del suelo. Las paredes tienen un grosor de 1.4 metros. Los expertos no se ponen de acuerdo en si es una iglesia de 4, 6 u 8 pilastras, pues el plano de planta es muy complejo. Tiene 3 naves, 3 ábsides y 5 domos; éstos son de cruz inscrita, típicos del estilo bizantino; tiene dos torres con altos chapitel cónicos.

## Galería de imágenes

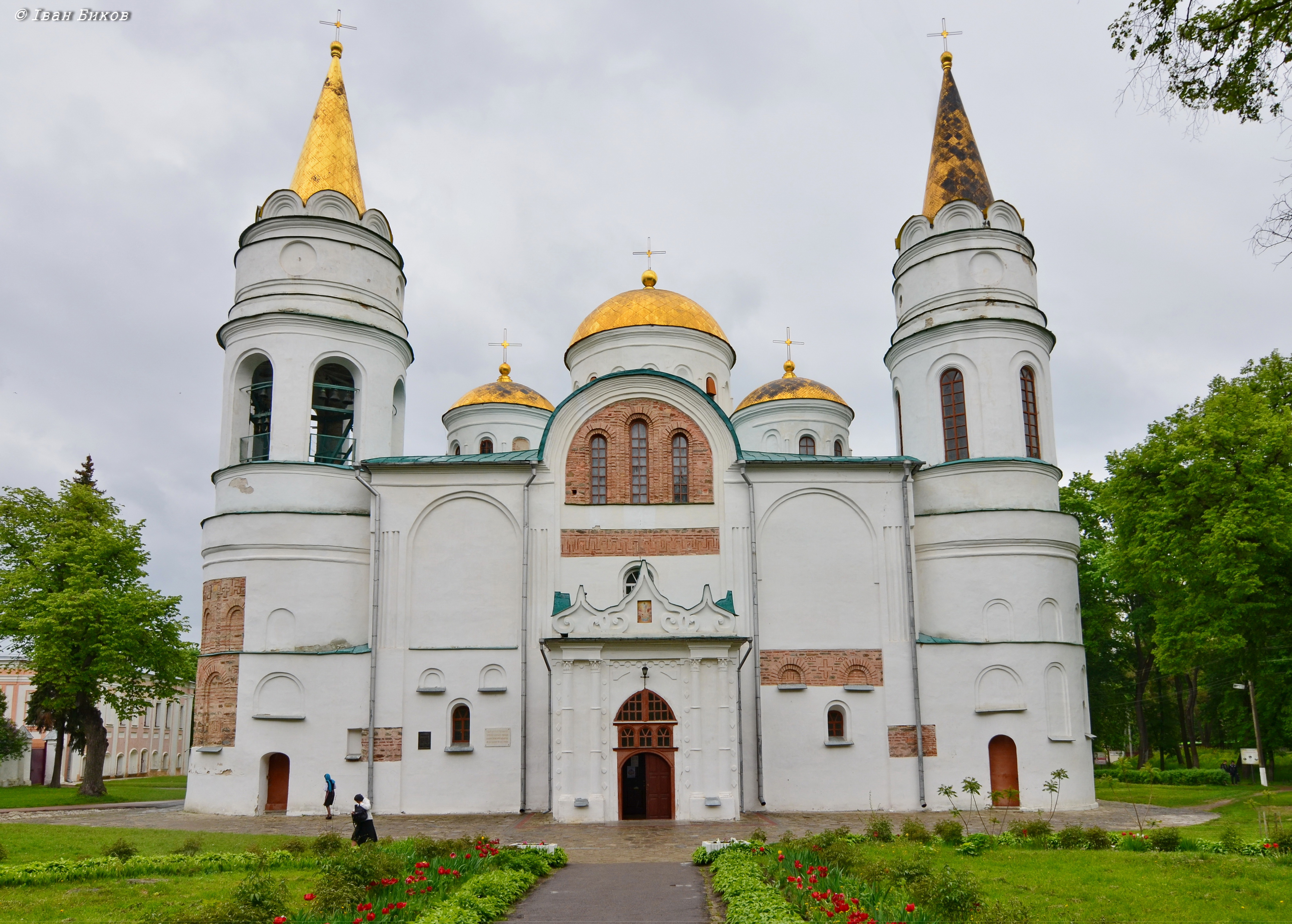
Catedral de la Transfiguración del Salvador en Chernígov
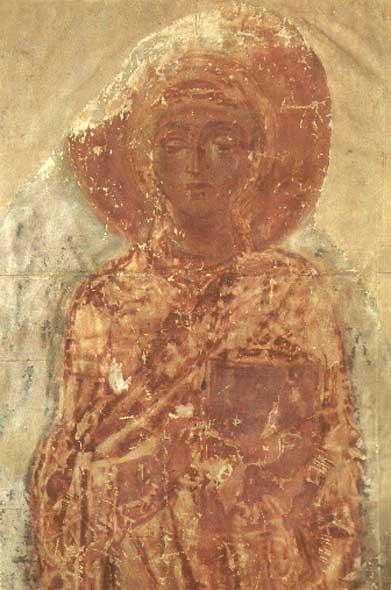
Fresco de Santa Tecla, del siglo XI
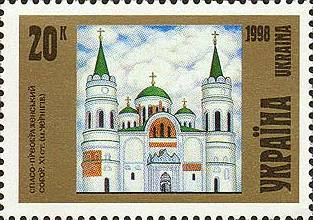
Estampilla postal de Ucrania, 1998
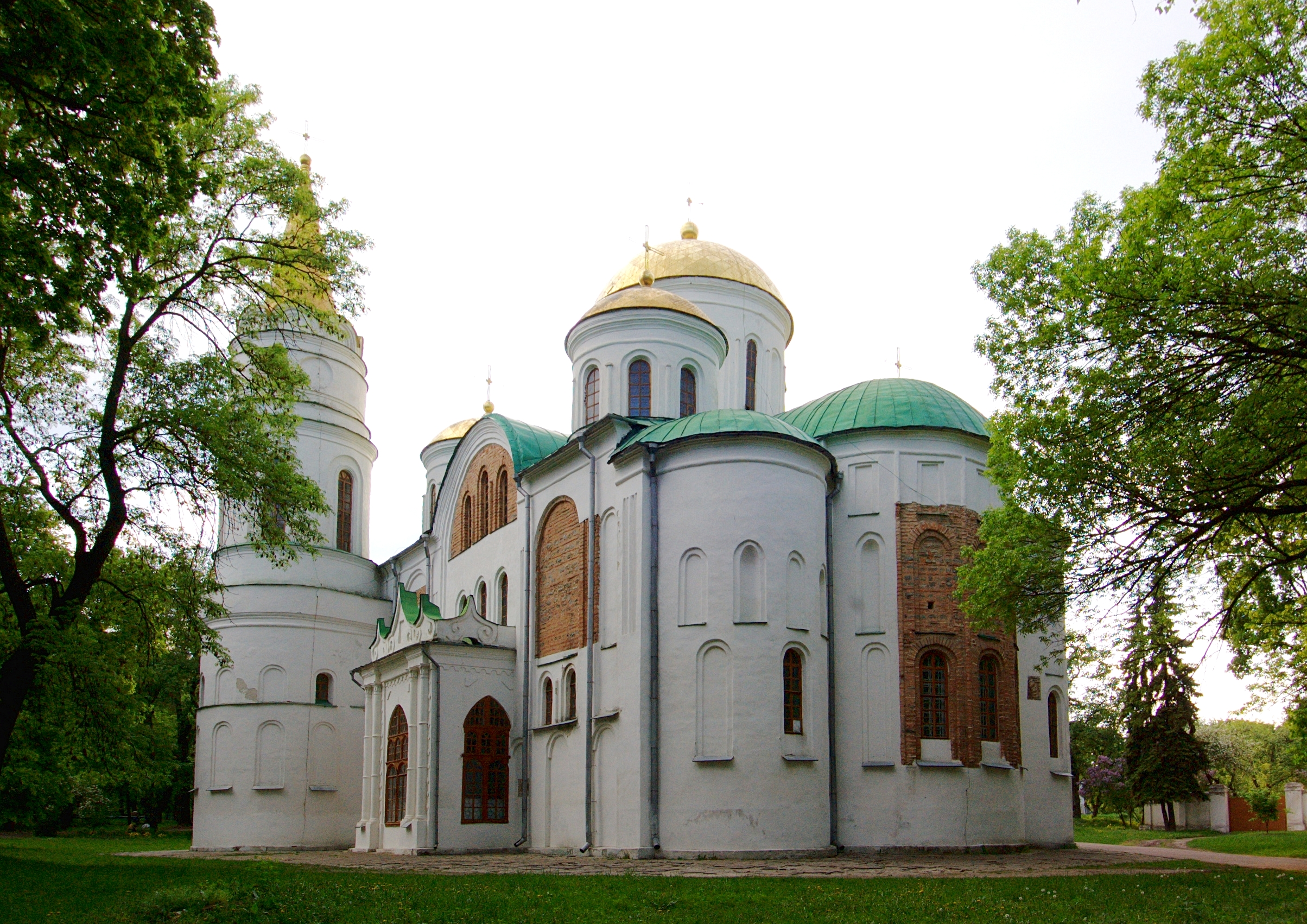
Vista lateral de la Catedral de la Transfiguracion de Chernígov
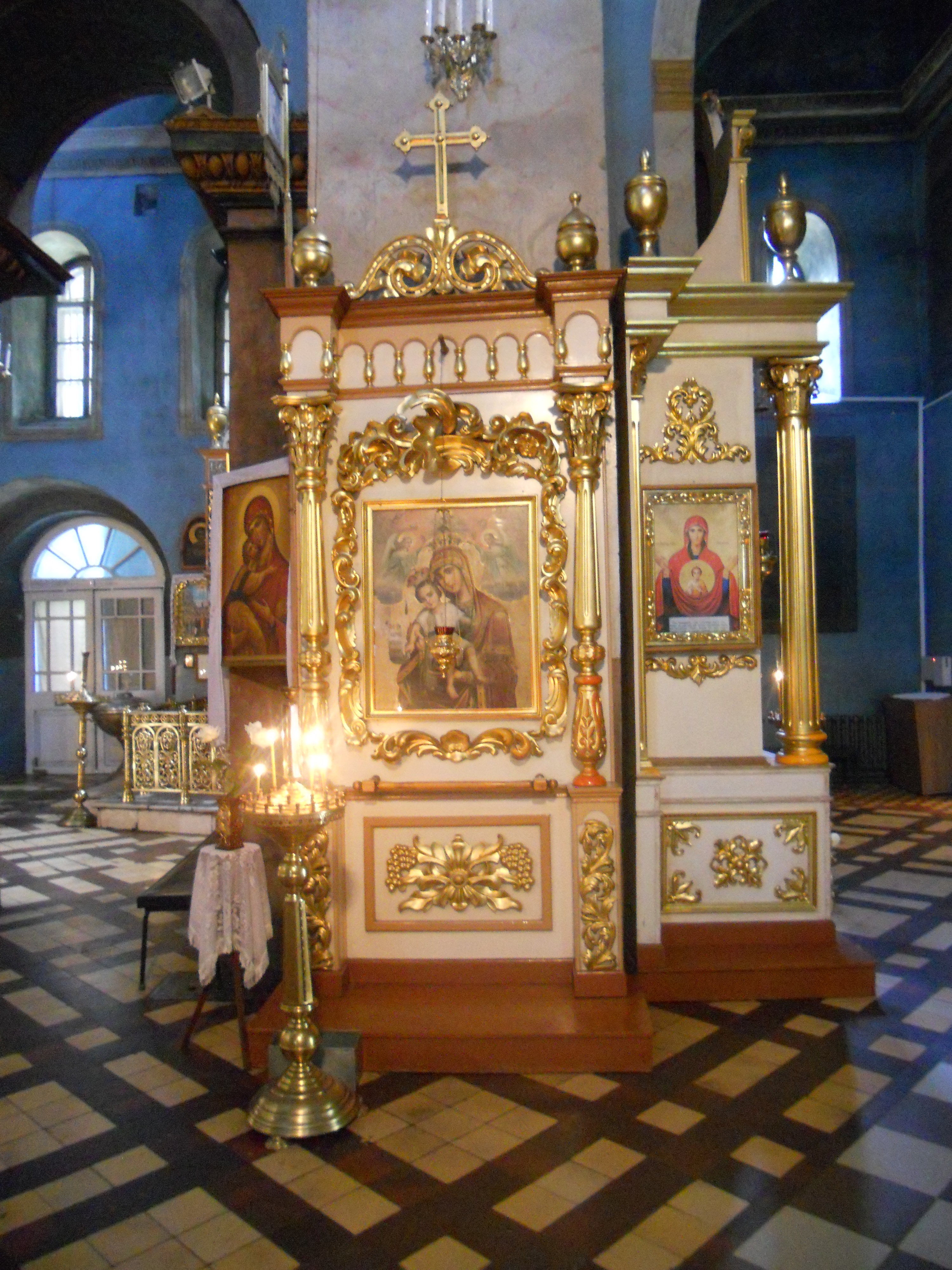
Interior
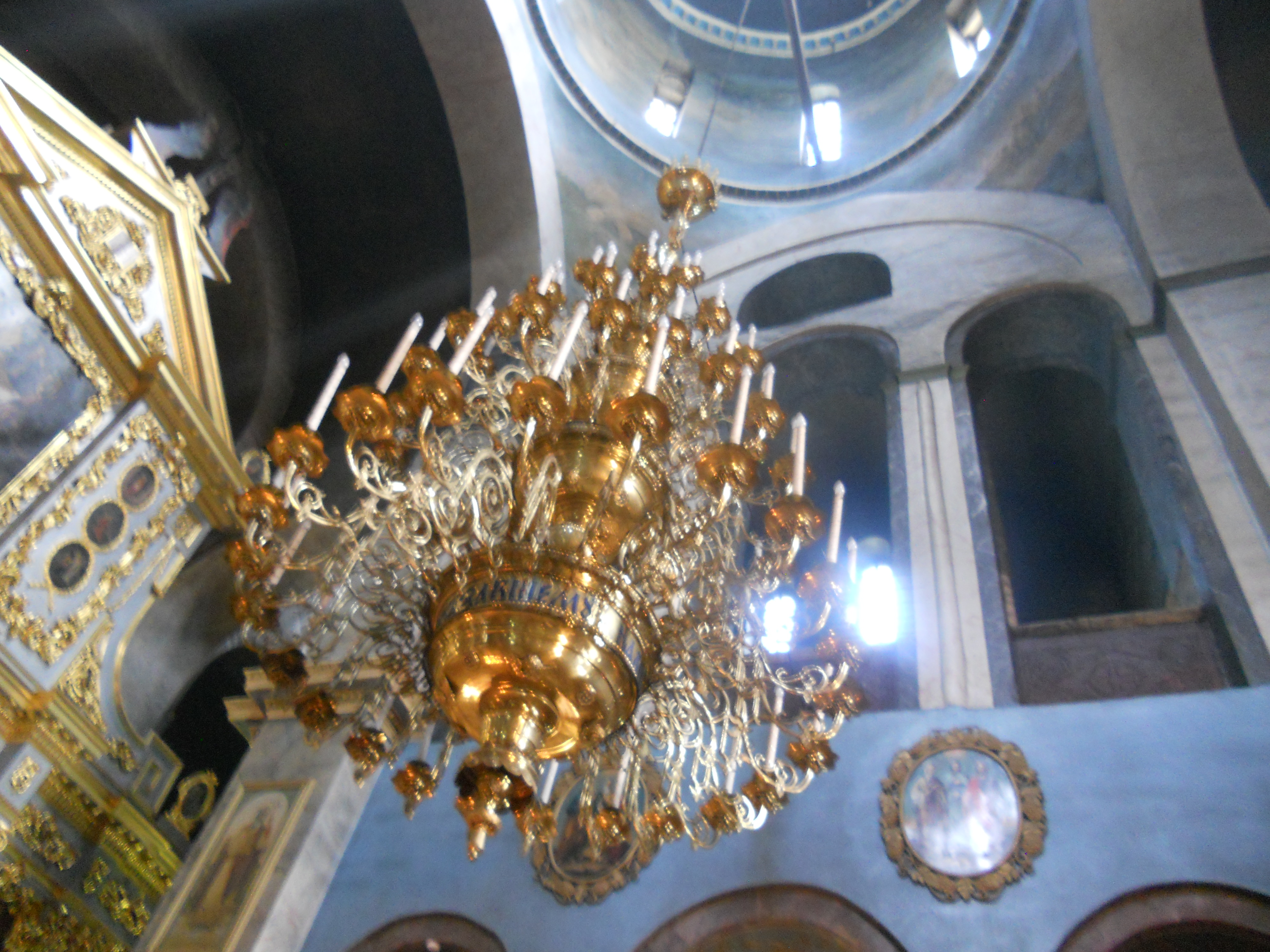
Interior
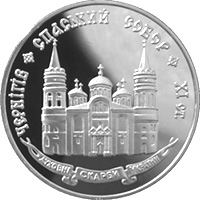
Moneda conmemorativa